# Bridgesia incisifolia
Bridgesia incisifolia là một loài thực vật có hoa trong họ Bồ hòn. Loài này được Bertol. ex Cambess. mô tả khoa học đầu tiên năm 1834.